# Heinz-Ewald Hirsch
Heinz-Ewald Hirsch (* 1928; † Juni 2005) war ein deutscher Basketballfunktionär.

## Laufbahn
Hirsch war ab Beginn der 1960er Jahre Vorstandsmitglied beim MTV 1846 Gießen, zwischen 1966 und Mitte der 1980er Jahre wirkte er als Manager des Basketball-Bundesligisten, anschließend war er bis kurz vor seinem Tod im Juni 2005 Mannschaftsbetreuer. In seine Amtszeit als Manager fiel der Gewinn der deutschen Meistertitel 1967, 1968, 1975 und 1978 sowie das Erringen des Sieges im DBB-Pokal in den Jahren 1969, 1973 und 1979. Hirsch führte seine Tätigkeit beim Bundesliga-Traditionsverein ehrenamtlich aus, hauptberuflich war er als Kaufmann und Unternehmer im Brennstoffhandel beschäftigt. Beim MTV 1846 Gießen war Hirsch Ehrenmitglied.